# آتتیلیو ورالدی
آتتیلیو ورالدی (به انگلیسی: Attilio Veraldi)؛ (۱۹۲۵–۱۹۹۹) رمان‌نویس و مترجم ایتالیایی بود.

## زندگی‌نامه
ورالدی در ناپل به دنیا آمد و کار خود را به عنوان مترجم رمان‌های آمریکایی شروع کرد. او اولین بار در سال ۱۹۷۶ با رمان ژیالو شروع به نوشتن کرد. او اولین اثر نویسندگی خود را در سال ۱۹۷۶ با رمان جالو «لا مازتا» منتشر کرد که بلافاصله با استقبال انتقادی و تجاری مواجه شد و بعداً در فیلمی با عنوان «د پی‌اف» اقتباس شد. او به عنوان یک نوآور اصیل در ژانر جالو شناخته می‌شود و به خاطر رویکرد طعنه‌آمیز و همچنین به خاطر تصاویر واقع‌گرایانه‌اش از دنیای زیرزمینی و حلقه‌های تروریستی کامورای ناپلی و به عنوان الهام‌بخش موجی از رمان‌نویسان جالو ناپلی شناخته می‌شود.